# Клешнешть
Клешнешть, Клешнешті (рум. Cleșnești) — село у повіті Горж в Румунії. Входить до складу комуни Глогова.
Село розташоване на відстані 257 км на захід від Бухареста, 32 км на південний захід від Тиргу-Жіу, 96 км на північний захід від Крайови.

## Населення
За даними перепису населення 2002 року у селі проживали 197 осіб, усі — румуни. Усі жителі села рідною мовою назвали румунську.